# René Guitton
Pour les articles homonymes, voir Guitton.
René Guitton, écrivain et essayiste né le 19 décembre 1944 à Casablanca et mort le 9 mai 2023, à Nice, a étudié les grands courants religieux monothéistes et a œuvré pour un dialogue philosophique, culturel et religieux entre l'Orient et l'Occident.
Il a publié de nombreux ouvrages, essais, documents et romans, couronnés de plusieurs prix. Il a écrit aussi pour le théâtre, le cinéma et la télévision. Plusieurs de ses ouvrages ont été traduits et publiés à l'étranger. Entre 2006 et 2023, il a été membre du groupe d'experts de l'Alliance des Civilisations des Nations unies en matière d'Orient et de religions.

## Ouvrages publiés[3],[4],[5],[6],[7]
- Si nous nous taisons (Calmann-Lévy 2001) (Pocket 2009)
- Variations indigo, avec Rachid Koraïchi (Éditions du Musée de Marseille, 2003)
- Lettres à Dieu – Coll. (Calmann-Lévy, 2004) (J’ai Lu, 2005)
- Je crois, moi non plus, avec Frédéric Beigbeder et Jean-Michel di Falco (Calmann-Lévy 2004) (Le Livre de Poche LGF, 2008)
- Le Prince de Dieu (Flammarion, 2008) (Le Livre de Poche, LGF, 2010)
- Le Messager d’Harân (Flammarion, 2008) (Le Livre de Poche, LGF, 2010)
- Ces Chrétiens qu’on assassine (Flammarion, 2009) (Pocket, 2011)
- En quête de vérité (Calmann-Lévy, 2011) (Pocket, 2013)
- La France des intégristes (Flammarion, 2013)
- L’Entre-temps (Calmann-Lévy, 2013) (Le Livre de Poche, LGF, 2014)
- Mémoires fauves (Calmann-Lévy, 2015)
- Dictionnaire amoureux de l'Orient (Plon, 2016)
- Blessures d'Orient (Galaade, 2016)
- Fauves (Fauves éditions, 2017)
- Arthur et Paul, la déchirure (Robert Laffont, 2018)
- Les 100 mots de Rimbaud (Que sais-je. Presses Universitaires de France. 2020)
- Africa avec Plantu et Cartooning for peace, (Calmann-Lévy, 2021)
- Trois minutes pour comprendre 50 moments clés de l'histoire de l'Orient (Le Courrier du Livre, 2022)
- Paolo, la présence de l'absent, (Desclée de Brouwer,2023, ouvrage posthume)

## Prix & distinctions
- Prix Montyon de philosophie et littérature de l'Académie française pour Si nous nous taisons
- Prix maréchal Lyautey 2001 de l'Académie des sciences d'outre-mer, pour Si nous nous taisons
- Prix Liberté pour Si nous nous taisons
- Prix littéraire des Droits de l’Homme, pour Ces Chrétiens qu’on assassine
- Mention spéciale Littérature et Droits de l’Homme de la Ville de Nancy pour La France des intégristes
- Ordine della Minerva décerné par le Sénat Académique de l’université "Gabriel D'Annunzio" (Italie), pour l'ensemble de son œuvre.
- Chevalier des Arts et des Lettres

## Travaux publiés
- Cent lettres pour les femmes afghanes (Préface - Calmann-Lévy, 2002)
- L’Eros dans l’art féminin-pluriel, au Moyen Âge, dans le message chrétien (Plaisance, 2004)
- Abraham, littérature de l’imaginaire (Plaisance, 05/2004)
- Vice et versant de l’Inisme ou la Tentation de Babel (Bérénice, 07/2006)
- Rimbaud-Verlaine, l’acharnement judiciaire au procès de Bruxelles (Bérénice, 11/2006)
- Enquête internationale sur le roman (Bérénice, 03/2008)
- Anatomie de l’acédie en érémitique et cénobitique (Bérénice, 11/2008)
- Du dialogisme dans l’échange épistolaire (Bérénice)
- La Conversion de Paul Verlaine : de Sagesse à Voyage d’un Français en France (Plaisance, 2011)
- La Conversion de Paul – Préface de l’album « Verlaine emprisonné » de Jean-Pierre Guéno et Gérard Lhéritier (Gallimard, 2013)

## Œuvres diverses - Théâtre et audiovisuel
- Allons voir si la rose (Fiction- Réal. Bernard Toublanc-Michel - TF1 - scénariste)
- L’Irlandaise (Fiction- Réal. José Giovanni - TF1 - coscénariste et codialoguiste)
- Retour à Dien Bien Phu (Film Documentaire - TF1- coscénariste)
- L’Univers de Moon (Film Documentaire - TF1 - coscénariste)
- Christopher Reeves (Film Documentaire - TF1/ JLR - coscénariste)
- La Nouvelle Star (Théâtre) Mise en scène René Guitton
- Le Retour de l’Arlésienne (Théâtre) Mise en scène Yves Carlevaris
- Fauves (Théâtre - Fauves éditions 2018)
- Rimbaud, Verlaine, la déchirure (Théâtre-2019)